# جيسي جاك هوبر
كانت جيسي آنيت جاك هوبر (9 نوفمبر 1865 - 7 مايو 1935) ناشطة سلام أمريكية ومنادية بمنح المرأة حق الاقتراع. كانت أول من شغل رئاسة رابطة ناخبات ويسكونسن. أضحت منخرطة في الحركة الداعية إلى منح النساء حق الاقتراع كوسيلة لتفعيل دور الأندية النسائية المدنية. ترشحت ضد عضو مجلس الشيوخ روبرت م. لافوليت في انتخابات مجلس الشيوخ الأمريكي لسنة 1922. بادرت هوبر إلى تنظيم عدد من المجموعات النسائية والدعوة إلى نزع السلاح على الصعيد الدولي، وذلك على خلفية ما استلهمته من حملتها الانتخابية.

## النشأة
ولدت بمقاطعة وينيشيك بولاية آيوا في يوم 9 نوفمبر عام 1865. كان والدها يدعى ديفيد جاك، وهو من رجال الأعمال الأثرياء. تلقت جيسي تعليمها من مربية خاصة. استذكرت ثبات والدها أثناء الأزمة المالية التي أصابته خلال عمله في وقت لاحق من حياتها إذ قالت حيال الأمر: «يتبادر إلى ذهني مناقب أبي التي تشعرني بالخجل حين ما ينتابني شعور بالإحباط».

## الدعوة إلى منح المرأة حق الاقتراع
تزوجت المحامي بن هوبر المنحدر من مدينة أوشكوش بولاية ويسكونسن في عام 1888. شجعها الأخير على متابعة اهتماماتها في الشؤون المدنية. استمعت هوبر وابنتها الصغيرة إلى الخطاب الذي ألقته سوزان ب. أنتوني في المؤتمر العالمي التمثيلي للمرأة، والذي عقد كجزء من فعاليات معرض شيكاغو العالمي سنة 1893. لم تشغل هوبر منصبًا انتخابيًا يذكر في أي منظمة مدنية حتى عام 1908. وحاولت حينها التنصل من المسؤولية بعدما شجعها زوجها على الترشح وملء الفراغ الشاغر في الفرع المحلي لمنظمة بنات الثورة الأمريكية. تيسر فوزها بالانتخابات لنيل هذا المنصب، وذلك رغم التردد الذي أبدته حيال الأمر. تبوأت بعدها العديد من المناصب في ما كان يعرف بـ«الأندية النسائية» حينذاك. تركزت جهودها الأولى على تحسين مرافق الرعاية الصحية والخيارات المتاحة ضمن الأماكن التي كانت تفتقر إليها. خلصت هوبر إلى أن مساعيها هذه كانت صعبة المنال إذ لم يقدم الرجال على أخذ زمام المبادرة إلا بعدما رأوا تكلل مساعيها بالنجاح.
«لم يأبه الرجال الذين كانوا مسؤولين عن حكومة مدينتا بمطالبنا نظرًا لتجردنا من القدرة على الإدلاء بأصوات انتخابية، مع أن هؤلاء المسؤولين كانوا دمثاء الخلق معنا. سرعان ما شعرت بالتعب من الالتحاق بصفوف المسافرين إلى المسؤولين المعنيين، وذلك في الوقت الذي قلما حصلنا فيه على شيء مما طلبناه، ولذلك عقدت على تركيز جهودي على تأمين حق الاقتراع للنساء».
بدأت هوبر بمتابعة العمل على تحقيق الأهداف الرامية إلى منح المرأة حق الاقتراع على قدمٍ وساق، وقضت شطرًا من وقتها في واشنطن العاصمة إذ مكثت مع مجموعة من المدافعين عن حق المرأة بالاقتراع ممن كانوا معروفين على الصعيد الوطني. انطلقت هوبر وميني فيشر كننغهام في جولة قصدتا خلالها ولايات أريزونا ونيفادا ونيو مكسيكو ويوتا في عام 1919 وعام 1920، وذلك بغية الضغط على حكام هذه الولايات من أجل الدعوة إلى عقد جلسة خاصة للتصديق على التعديل التاسع عشر من دستور الولايات المتحدة. هذا وقد جاءت هذه الجولة استنادًا على الطلب الذي وجهته إليهما كاري تشابمان كات، وهي رئيسة الجمعية الوطنية الأمريكية للمطالبة بحق المرأة في الاقتراع (إن إيه دابليو إس إيه). تغير اسم الجمعية لتغدو معروفة باسم رابطة الناخبات بعد التصديق على التعديل في عام 1920. سار فرع الرابطة بولاية ويسكونسن على مبدأ «كل امرأة تعد ناخبًا ذكيًا». وأصبحت هوبر أول رئيس لفرع الرابطة لمدة ولايتين.